# Эйзенбад, Дэвид
Дэвид Эйзенбад (David Eisenbud; род. 8 апреля 1947, Нью-Йорк) — американский математик, алгебраист, тополог и информатик. Член Американской академии искусств и наук (2006), профессор Калифорнийского университета в Беркли (с 1997), а прежде Брандейского университета, директор Mathematical Sciences Research Institute (в 1997—2007 гг. и с 2013 года). Лауреат премии Стила Американского математического общества (2010).

## Биография
Выпускник Чикагского университета, где получил степени бакалавра (1966), магистра (1967), доктора философии по математике (1970), занимался под началом Саундерса Маклейна. С 1970 года лектор, в 1972—1973 годах ассистент-профессор Брандейского университета. В 1973-1974 годах в Гарварде, в 1974-1975 годах в Институте высших научных исследований во Франции. Затем вновь в Брандейском университете — с 1976 года ассоциированный профессор, а в 1980—1998 годах полный профессор. В 1979-1980 годах в Боннском университете, в 1986-1987 годах в Исследовательском институте математических наук в Беркли. В 1987-1988 годах и в 1994 году приглашённый профессор Гарварда. В 1995 году в Институте Анри Пуанкаре в Париже. С 1997 года профессор Калифорнийского университета в Беркли, в 1997—2007 годах и вновь с 2013 года директор Mathematical Sciences Research Institute. В 2003—2005 годах президент Американского математического общества. Директор Math for America, член комитета США Международного математического союза.
Главред Algebra & Number Theory, одним из основателей которого является.
Член Американской академии искусств и наук (2006).
Фелло Американского математического общества (2012).
Стипендиат Слоуна (1973-75).
Женат, двое детей.